# Samantha Cools
Pour les articles homonymes, voir Cools (homonymie).
Samantha « Sammy » Cools, née le 3 mars 1986 à Calgary, est une coureuse cycliste canadienne, spécialiste du BMX. 
Elle arrête sa carrière en 2011.

## Palmarès en BMX

### Jeux olympiques
- Pékin 2008
  - 7e du BMX

### Championnats du monde
- Perth 2003
  -  Championne du monde de BMX juniors
- Valkenswaard 2004
  -  Médaillée de bronze du BMX juniors
- São Paulo 2006
  -  Médaillée d'argent du BMX cruiser
- Victoria 2007
  - 9e du BMX
- Taiyuan 2008
  - 5e du BMX
- Adélaïde 2009
  - 5e du BMX

### Coupe du monde
- 2008 : 11e du classement général, podium sur la manche d'Adélaïde
- 2009 : 20e du classement général